# Leibnitzia anandria
Leibnitzia anandria là một loài thực vật có hoa trong họ Cúc. Loài này được (L.) Turcz. mô tả khoa học đầu tiên năm 1831.